# Tiszasüly
Tiszasüly község Jász-Nagykun-Szolnok vármegye Szolnoki járásában.

## Fekvése
A vármegye északi határán fekszik, a Tisza jobb partján, Szolnoktól mintegy 40 kilométerre észak-északkeletre. A közvetlen határos települések: észak felől a már Heves vármegyéhez tartozó Pély, kelet felől a Tisza túlpartján fekvő Tiszaroff, délkelet felől Kőtelek, délnyugat felől Besenyszög, nyugat felől Jászladány, északnyugat felől pedig Jászkisér.

### Megközelítése
A vízitúra-útvonalakat leszámítva csak közúton közelíthető meg: a Jászság települései, illetve Kőtelek felől a 3224-es, Tiszaroff felől pedig [a Tiszát komppal átszelve] a 3234-es úton. Határszélét nyugaton érinti még a 3225-ös és a 3226-os út is.

## Története

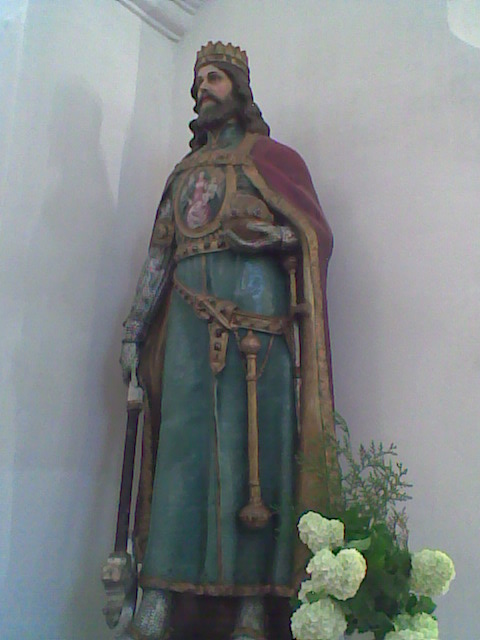
A templom védőszentje, Szent László király szobra

1311-ben egy egyházi dézsmaösszeírás említette a települést először Sw, Swl, Swlh néven. Ebben az időszakban, a 14. század elején a falu és környéke egy nógrádi nemes, bizonyos Fogarasi Gergelyé volt, aki fiúutód híján két lányára, Erzsébetre és Amáliára örökítette sülyi birtokait. 1325-ben a falu Tiszaroffal együtt az Aba nemzetségbeli Kompolthy András, fia Péter, fia István birtokába került 1250 aranyforint ellenében. Innentől kezdve Tiszasüly a 16. század elejéig a Kompolthyak birtokában maradt.
1480 és 1490 között került sor a tiszasülyi templom szentélyének gótikus kibővítésére. A befejezés évszáma a templom boltozatának zárókövében olvasható. 1510. március 23-án a Kompolthyakkal rokon Országh Kristóf birtokába került a falu. A bátyja, gróf Országh Ferenc hősként halt meg a mohácsi csatában.
1552-ben Szolnok várának eleste után III. Ahmed pasa seregei a környező kisfalvakkal együtt Tiszasülyt is feldúlták, a népesség erősen megcsappant. Tiszaroffal együtt a hatvani szandzsákhoz csatolták. 1569-ben II. Miksa, német-római császár és magyar király – török engedésre[pontosabban?] – Tiszasülyt Roffal együtt enyingi Török Ferenc siroki és oroszlánkői birtokaihoz csatoltatta. 1602–1611 között a település népessége gyarapodott. 1642 Tiszasüly és Roff a Bessenyei család birtoka lett.
1653-ban Tiszasüly és Roff a Gócza család birtokába került. Süly népessége tovább gyarapodott 312 főre. 1680-tól Almássy János és grófi családja alispánként, valamint a török hűbéreseként kormányozta a két falut. 1693-ban Tiszasüly a Dorogfy család birtokába került. 1698-ban a hevesi Almássy családból származó gróf Almássy János birtokokat vásárolt Tiszasüly határában.

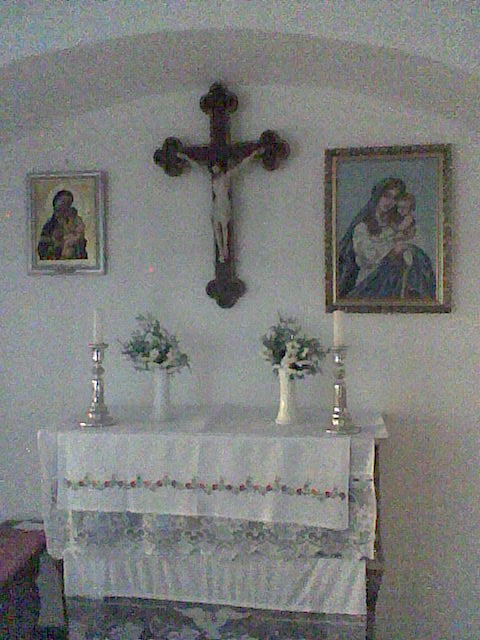
A templom kórus alatti része

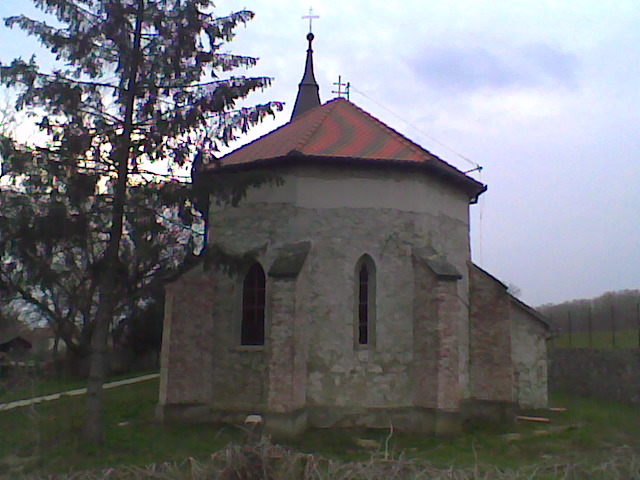
A templom gótikus szentélye

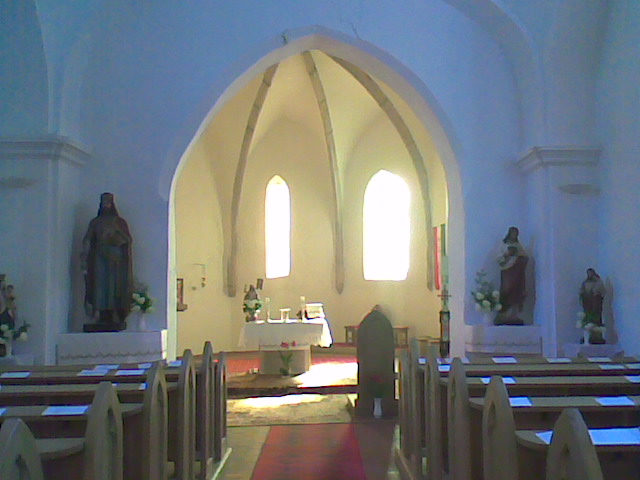
A templom szentélye

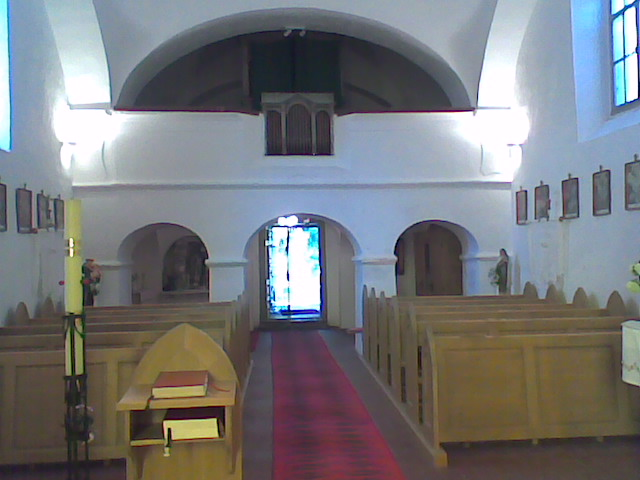
A hajó és a kórus látképe a szentély felől

1703-1706: A Marosmelléki szerbek, majd később Rabutin császári csapatai feldúlják és elpusztítják a környező falvakkal együtt Tiszasülyt is.
1708-1711: Tiszasüly és Roff újra benépesül
1709: gr. Almássy János fia, gr. Almássy István beházasodik az ugyanekkor Tiszaroffra betelepülő Hellebronth családba
1711: Az Almássy és a Hellebronth család szorosabbra fűzi a kapcsolatait és egyfajta szövetség jön létre
1730: Tiszasüly szinte teljesen elnéptelenedik, majd ezután Kőtelek pusztája lesz.
Innentől Pusztasülynek nevezik.
1761: Pusztasüly újra benépesül
1840-es évek: A tiszasülyi(pusztasülyi)templom teljes körű átépítése, a középkori formája alig lesz észrevehető.
1846: Pusztasüly és Kőtelek között megkezdődnek a Tiszaszabályozási munkálatok
1872. március 5.: Pusztasüly elszakad Kőtelektől és Tiszasüly néven hivatalosan is önálló községgé alakul
1877-1878: Megalakul a Sajfoki Belvízszabályozási Társulat (az SBT) és Tiszasülytől északra, a Hanyi csatorna zsilipje mellett felépíti az ország első belvízátemelő szivattyútelepét, amit Angliából hozatott gőzgépekkel üzemeltetnek.
1878-1905: A gátépítések szabályosan kettévágják Tiszasülyt, mivel számos ház a hullámtérbe kerül
1879, 1888, 1895:nevezetes árvizek vonulnak le a Tiszán
1892-1893: Tiszasülytől délre, Végess Sándor birtokán, a Kolopfürdőn rádiumtartalmú gyógyiszapra bukkannak
1902: Felépül az első gőzmalom Tiszasülyön, azon a helyen, ahol korábban kézi fűrészelésű fatelep működött
1905: A gátépítések befejezése, a gátak belső oldalát téglával kövezik ki
1906-1907: Cselédsztrájk a tiszasülyi Breuer Ignác-féle birtokon
1914-1918: Az első világháborúban 66-an halnak meg a falu népességéből
1919. március 22.: A Tanácsköztársaság kikiáltását követő napon Tiszasülyön is megalakul a községi direktórium
1919. július 5.: Tiszasüly határában minden 100 holdnál nagyobb földbirtokot államosítanak

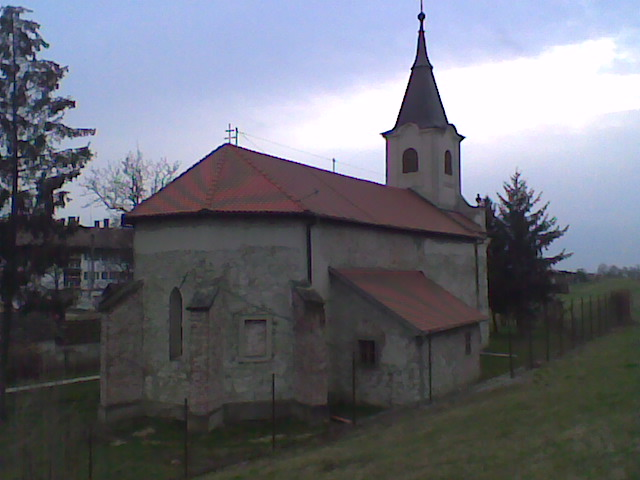

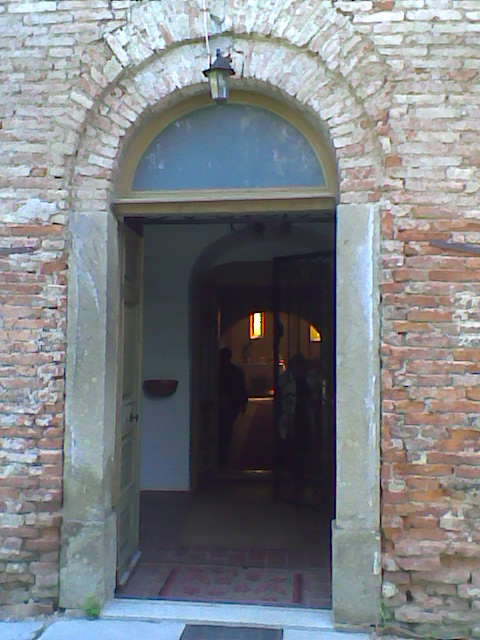

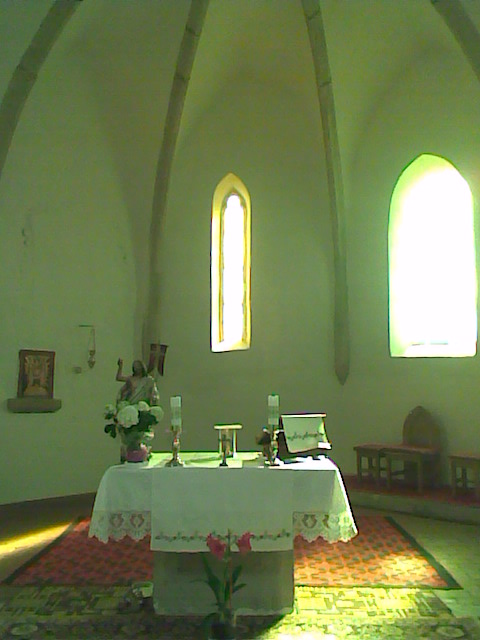
A gótikus szentély az oltárral

1922-1923: A tiszasülyi gőzmalmot 4 gőzfűrésszel kibővítik, majd megalakul a Grossman Árpád által alapított Tiszasülyi Gőzfűrész Rt., amely Kárpátokból a Tiszán leúsztatott fenyőfák feldolgozását végezte. A Grossmanok 1944-ig voltak az rt. tulajdonosai.
1932: Kőtelki kommunista agitáció Tiszasülyön
1940. március: Óriási jeges árvíz vonul le a Tiszán, amely Sülyön a templomnál kis híján majdnem áttöri a gátat
1941: Több száz férfit soroznak be a lakosságból a Magyar Királyi Honvédségbe, akiket később a keleti frontra visznek ki
1944 tavasza: Angol szövetségi repülőgépek bombázzák Tiszasülyt és a környező falvakat
1944. október: A németek elhurcolják tiszasülyi zsidó családokat, közöttük a Grossman családot is

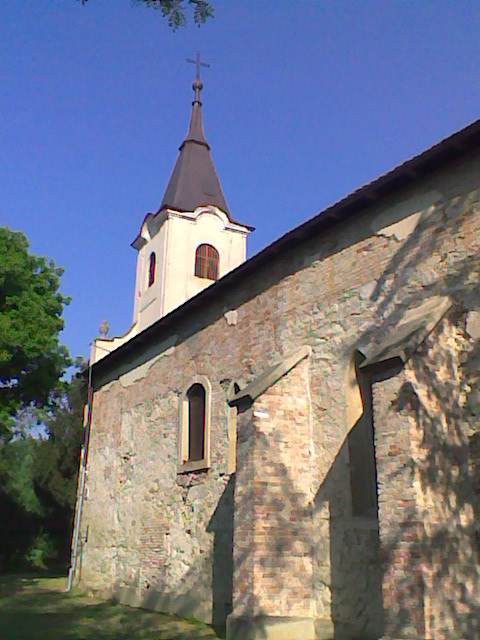

1944. november 12.: Kőtelek felől az előrenyomuló szovjet csapatok Konyev marsall vezetésével megszállják Tiszasülyt
1945. január 22.: A kommunista pártszervezet megalakul Sülyön
1948. március 31.: Tiszasüly határában összesen 7502 kat. hold földet osztanak ki, majd megkezdődik a kuláktalanítás
1948: Tiszasülyön kiépítik a villanyhálózatot
1949. március 1.: Felszámolják és megszűnik a Tiszasülyi Gőzfűrész RT. A gőzmalmot lebontják és a fűrésztelep helyén megalakul a helyi Állami Gazdaság. A falu határában megkezdődnek a rizsföldek telepítése
1949. augusztus: Megalakul az első tiszasülyi termelő szövetkezet, a Vörös Csillag TSZ
A Rákosi-féle padlássöprések korszaka
1949: Felépül Tiszasüly határában a betonelemgyár, amely a rizsföldekre vezető öntözőcsatornákhoz gyártott műtárgyakat
1950. október 26.: Megalakul a Tiszasülyi Községi Tanács
1951-ben több fővárosi értelmiségivel együtt Tiszasülyre telepítették ki Kölcsey Kende Klárát, ismertebb nevén Claire Kenneth-t a rizsföldeken dolgozni. Innen írott levelei váratlanul előkerültek; feldolgozásuk jelenleg is tart.
1953-1964: A Tiszasülyi Állami Gazdaság virágkora. Ekkorra már Közép-Európa egyik legnagyobb rizstermelő gazdaságává fejlődik.
1960-1964: A római katolikus templomot restaurálják, középkori részeit helyreállítják
1961. március: Tiszasülyön megalakul a Lenin és a Rákóczi TSZ
1961. december: A Lenin és a Rákóczi TSZ összevonásából létrejön a Béke-Barátság MGTSZ
1964-1965: A faluban létrejön a vízműtelep és kiépítik eternit csövekből az első ivóvízvezeték hálózatot
1988-1989: Az Állami Gazdaságot és a TSZ-t a rendszerváltás idején magánosítják, a főbb eszközöket eladják
1990. nyarán: Ahogy a környező falvakban, Tiszasülyön is megszűnik a községi tanács és megalakul az önkormányzat és polgármestert választanak
1992. június-augusztus: A Tiszaparti kompig kiépül a Tiszasülyt Tiszaroffal összekötő kétsávos aszfaltút
1995. november-1996 nyara: Tiszasülyön kiépül a szennyvíz-, a gáz- és a telefonkábel hálózat
2000. március-május: Az évszázad legnagyobb árvize vonul le a Tiszán. Tiszasülynél 10,82m-rel tetőzik
2001. május: A római katolikus templom felújítása, a hajó és a torony tetőzetét kicserélik és a belső teret újrafestik
2001 nyara: Az előző évi nagy árvízben megrongálódott gátszakaszokat kijavítják és a gátat megmagasítják

## Közélete

### Polgármesterei
- 1990–1994: Baksay Endre (független)[4]
- 1994–1998: Baksay Endre (független)[5]
- 1998–2002: Csörögi Tibor (független)[6]
- 2002–2006: Baksay Endre (független)[7]
- 2006–2010: Pollák Tibor (független)[8]
- 2010–2014: Pollák Tibor István (független)[9]
- 2014–2019: Pollák Tibor István (független)[10]
- 2019–2024: Nagy Richárd (független)[11]
- 2024– : Nagy Richárd (független)[1]

## Népesség
A település népességének változása:
| Lakosok száma | 1476 | 1513 | 1447 | 1483 | 1370 | 1384 | 1366 |
|               | 2013 | 2014 | 2017 | 2021 | 2022 | 2023 | 2024 |

2001-ben a település lakosságának 95%-a magyar, 5%-a cigány nemzetiségűnek vallotta magát.
A 2011-es népszámlálás során a lakosok 86,2%-a magyarnak, 1,8% bolgárnak, 5,9% cigánynak mondta magát (13,8% nem nyilatkozott; a kettős identitások miatt a végösszeg nagyobb lehet 100%-nál). A vallási megoszlás a következő volt: római katolikus 37,4%, református 4,3%, görögkatolikus 0,4%, evangélikus 0,3%, felekezeten kívüli 39% (17,9% nem nyilatkozott).
2022-ben a lakosság 93,1%-a vallotta magát magyarnak, 3% cigánynak, 0,2% ukránnak, 0,2% németnek, 0,6% egyéb, nem hazai nemzetiségűnek (6,8% nem nyilatkozott; a kettős identitások miatt a végösszeg nagyobb lehet 100%-nál). Vallásuk szerint 31,3% volt római katolikus, 4,2% református, 0,4% görög katolikus, 0,1% evangélikus, 0,1% ortodox, 0,4% egyéb keresztény, 1,4% egyéb katolikus, 27,7% felekezeten kívüli (34,4% nem válaszolt).

## Nevezetességei
- Tiszasüly határában, a besenyszögi út melletti szántóföldön található az Éhhalom nevű kiemelkedés, domb, ahol az 1960-as években népvándorlás kori sírokat tártak fel.

A talált leletek kiállítva a szolnoki Damjanich múzeumban láthatók.
- A Kiséri út menti házak mögött, közvetlenül a Tiszagát mellett található a falu középkori eredetű műemlék temploma.

Valószínűleg már az Árpád-korban is állhatott itt egy szerény kis templom. A mostani templom hajóját a 14. században építették. A 15. század folyamán a szentélyét is kibővítették és gótikus stílusban fejezték be 1490-ben. A templomhoz a déli oldalon egy tornyot is építettek és a középkorban itt volt az eredeti bejárat. Ez a torony és a templom a 16. századi török megszállás folyamán pusztulásnak indult. A hódoltság alatt a hívek már jóformán csak a szentélyt használták, hiszen lényegében csak ez maradt meg teljes épségében a török kiűzése után.
A Rákóczi-szabadságharcot követő békésebb évtizedekben a hajó beomlott boltozatát egy ún. csehsüveg boltozattal pótolták. A déli oldalon még megmaradt a középkori bejárati torony omladozó csonkja.
Ezt az 1840-es években végzett teljeskörű átépítések alkalmával teljesen lebontották, ahogy a szentély eredeti támpilléreit is. A szentélyt a hajó magasságára falazták fel, a középkori gótikus ablakokat kiütötték és helyükre egyenes záródású ill. szegmensíves ablakokat építettek be. A hajóhoz a templom nyugati oldalán téglából klasszicista-empire stílusú tornyot emeltek és itt nyitottak új bejáratot a templomba, míg az eredeti középkori bejáratot befalazták. Ebben az időben épült a kórus és az orgona is.
A második világháborút követően a templomot az 1960-as években restaurálták, ám nem teljes körűen. Visszaállították eredeti helyükre a gótikus ablakokat és a szentély lebontott támpilléreit is újakkal pótolták, hiszen azok szerkezetileg is nagyon fontosak.
Legutóbb 2001-ben végeztek a templomon felújítást: Kicserélték a tetőzetet szürkepaláról hódfarkú cserépre, a torony rézlemezborítást kapott. Emellett a tetőzetet tartó szarufákat is kicserélték.
A belső teret újrafestették, a falakon évszázados vakolatbekarcolásokat tártak fel, valamint a templom padozatait is újakra cserélték, amelyek harmonikusan illeszkednek a gótikus hangulatú térbe.

## Külső hivatkozások
- Tiszasüly az utazom.com honlapján
- A település bemutatása
- Tiszasülyért Egyesület